# Trofej Jariho Kurriho

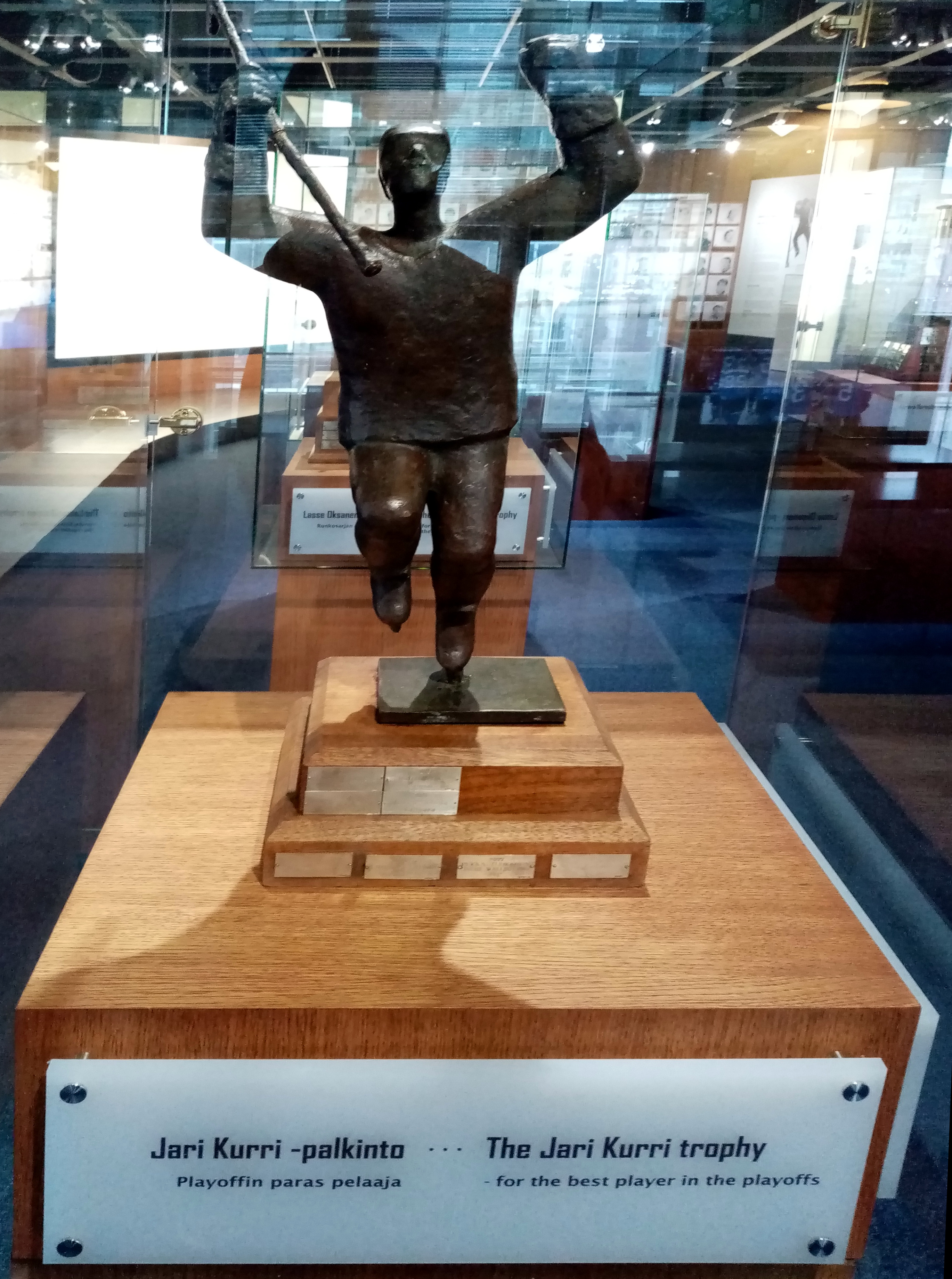
Trofej Jariho Kurriho v Muzeum finského ledního hokeje

Trofej Jariho Kurriho (finsky Jari Kurri -palkinto) je ocenění ve finské hokejové lize SM-liiga. Cena se uděluje pro nejlepšího hráče play-off. Trofej nese jméno po finském hokejistovi Jarim Kurrim. 

## Vítězové
| Sezóna                      | Hráč                                | Tým                     |
| --------------------------- | ----------------------------------- | ----------------------- |
| 1993/1994                   | Ari Sulander                        | Jokerit Helsinky        |
| 1994/1995                   | Saku Koivu                          | TPS Turku               |
| 1995/1996                   | Petri Varis                         | Jokerit Helsinky        |
| 1996/1997                   | Otakar Janecký                      | Jokerit Helsinky        |
| 1997/1998                   | Olli Jokinen                        | HIFK Hockey             |
| 1998/1999                   | Miikka Kiprusoff                    | TPS Turku               |
| 1999/2000                   | Tomi Kallio                         | TPS Turku               |
| 2000/2001                   | Jussi Tarvainen                     | Tappara Tampere         |
| 2001/2002                   | Kari Lehtonen                       | Jokerit Helsinky        |
| 2002/2003                   | Esa Pirnes                          | Tappara Tampere         |
| 2003/2004                   | Niklas Bäckström                    | Oulun Kärpät            |
| 2004/2005                   | Niklas Bäckström                    | Oulun Kärpät            |
| 2005/2006                   | Miika Wiikman                       | Hämeenlinnan Pallokerho |
| 2006/2007                   | Janne Pesonen                       | Oulun Kärpät            |
| 2007/2008                   | Tuomas Tarkki                       | Oulun Kärpät            |
| 2008/2009                   | Pekka Tuokkola a Sinuhe Wallinheimo | JYP Jyväskylä           |
| 2009/2010                   | Ilari Filppula                      | TPS Turku               |
| 2010/2011                   | Toni Söderholm                      | HIFK Hockey             |
| 2011/2012                   | Jani Tuppurainen                    | JYP Jyväskylä           |
| 2012/2013                   | Antti Raanta                        | Porin Ässät             |
| 2013/2014                   | Juhamatti Aaltonen                  | Oulun Kärpät            |
| 2014/2015                   | Joonas Donskoi                      | Oulun Kärpät            |
| 2015/2016                   | Patrik Laine                        | Tappara Tampere         |
| 2016/2017                   | Jukka Peltola                       | Tappara Tampere         |
| 2017/2018                   | Julius Junttila                     | Oulun Kärpät            |
| 2018/2019                   | Otto Paajanen                       | Hämeenlinnan Pallokerho |
| 2019/2020                   | Otto Paajanen                       | Hämeenlinnan Pallokerho |
| 2020/2021                   | Eetu Koivistoinen                   | Lukko Rauma             |
| 2021/2022                   | Joona Luoto                         | Tappara Tampere         |
| 2022/2023                   | Veli-Matti Savinainen               | Tappara Tampere         |
| 2023/2024                   | Christian Heljanko                  | Tappara Tampere         |
| 2024/2025                   |                                     |                         |
| Zdroj na eliteprospects.com |                                     |                         |